# Salvador E. Luria
Salvador Edward Luria (13. kolovoza, 1912. – 6. veljače, 1991.) bio je američki (rođen u Italiji) mikrobiolog.
Zajedno s Maxom Delbrückom i Alfredom D. Hersheyem dobio je Nobelovu nagradu za fiziologiju ili medicinu 1969.g. za rad na bakteriofazima u molekularnoj biologiji.

## Vanjske poveznice
- Nobelova nagrada - životopis(engl.)